# Mario Soriano
Mario Soriano Carreño (Alcalá de Henares el 22 de abril de 2002), es un futbolista español, que juega de centrocampista en el RC Deportivo de La Coruña.

## Trayectoria
Llegó a la cantera del  Atlético de Madrid a los cinco años, en 2007, y ha ido ascendiendo en todas las categorías del club. En 2019 debutó con el Atlético de Madrid B en la Segunda División B, en un partido contra  Peña Deportiva en el Cerro del Espino, en el que ingresó como suplente de Sanabria.
En la temporada 2019/20 se ganó un puesto en el filial dirigido por Nacho Fernández, disputando 21 partidos y marcando su primer gol, ante el  Villarrubia. Además, el 6 de enero de 2021 debutó con el primer equipo del Atlético de Madrid en la Copa del Rey, en la partido en el que su equipo fue eliminado frente a la Cornellà. Diego Simeone le dio entrada en el segundo tiempo en sustitución de João Félix.
En agosto de 2021 salió cedido al Deportivo de La Coruña para la Primera División RFEF 2021-22. En julio de 2022 fue traspasado al Deportivo de La Coruña para la temporada 2022-23 por dos temporadas con opción de ampliar a más, pese que contaba con ofertas de Segunda División de España y el Atlético de Madrid se guarda una opción de recompra. 
El 14 de julio de 2023 se oficializa su incorporación como cedido a la SD Eibar, de una categoría superior, tras el deseo del futbolista de jugar en Segunda División.

## Clubes
Actualizado al último partido disputado el 21 de septiembre de 2024.''
| Club                      | País   | Año       | Partidos | Goles |
| ------------------------- | ------ | --------- | -------- | ----- |
|                           |        |           |          |       |
| Atlético de Madrid "B"    | España | 2020-2022 | 23       | 1     |
| Atlético de Madrid        | España | 2020-2021 | 1        | 0     |
| RC Deportivo de La Coruña | España | 2021-act. | 77       | 13    |
| SD Eibar (cedido)         | España | 2023-2024 | 45       | 3     |